# ZDF-Hitparade
 (décembre 2019).
ZDF-Hitparade était une émission de variétés sur ZDF de 1969 à 2000. Elle était présentée par Dieter Thomas Heck, puis par Victor Worms et durant les dernières années par Uwe Hübner. Les artistes figuraient dans l'émission selon le bon vouloir du public. En effet, les téléspectateurs devaient voter pour indiquer quel artiste devait revenir dans l'émission suivante.
Lorsque Dieter Thomas Heck présentait le ZDF Hit-Parade, seules les chansons interprétées en allemand étaient programmées. Les artistes d'autres pays pouvaient ainsi y participer, mais uniquement avec une chanson en version allemande, comme France Gall en 1967, et la chanson Der Computer Nr.3.
Parmi les artistes régulièrement présents dans l'émission, l'on pouvait voir Truck Stop, Drafi Deutscher, Roy Black, Chris Robert, Jürgen Marcus, Nicole Hohloch, Juliane Werding, Howard Carpendale, Michael Holm, Heino, Cindy & Bert, Rex Gildo, Andrea Jürgens et Paola (Felix). Mireille Mathieu et Séverine y étaient également régulièrement invitées).
Vient le tour de Victor Worms de présenter ZDF Hit-Parade. L'émission s'ouvre aux autres langues : anglais, espagnol ou bien français. La nouveauté instaurée par ZDF est que le public ne devait plus envoyer de carte postale, mais téléphoner directement à la chaîne pour donner son choix, ainsi dès la fin de l'émission, on connaissait la liste des invités de l'émission suivante.
Les dernières années, l'émission était présentée par Uwe Hübner. Les artistes doivent de nouveau chanter en allemand. À partir de là, les téléspectateurs qui s'intéressaient aux chansons internationales ont commencé à ne plus regarder l'émission et ZDF Hit-Parade disparaît de l'antenne le 16 décembre 2000, faute d'audience.